# 塞纳路
塞纳路（法語：Rue de Seine）是巴黎第六区的一条街道。塞纳路是巴黎最受追捧的街道之一，因為它的歷史，以及非常接近卢浮宫和巴黎其他著名的地標。塞纳路和周圍的街道是世界上画廊和古董店最集中的地方。

## 建筑
- 1号：天主教神父、遣使会的创办者圣文生·德·保禄住所，1610-1612